# CoNTub

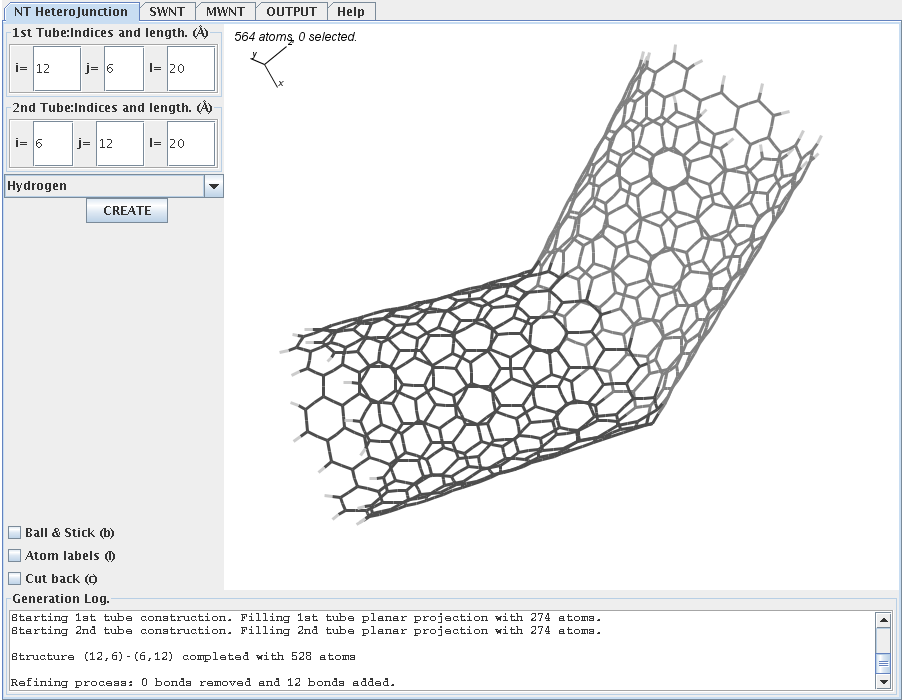
CoNTub 1.0 Software.

CoNTub es un programa informático utilizado para conectar dos nanotubos de carbono arbitrarios.
CoNTub v1.0 es un programa gratuito escrito en Java que se ejecuta en sistemas operativos Windows, Mac OS X, Linux y Unix. Es el primer algoritmo que genera modelos de estructuras 3D resultantes de conectar dos nanotubos de carbono o nanotubos grafíticos, mediante un defecto o disclinación (pentágono y heptágono). 
El programa consiste en un conjunto de herramientas de modelización molecular para uso en la química computacional. CoNTub es el primer programa que construye heterouniones complejas de nanotubos de pared simple o pared múltiple, para el diseño e investigación de nuevos dispositivos basados en nanotubos. El algoritmo está basado en 
el álgebra de cintas, que permite encontrar una única estructura para conectar dos cilindros arbitrarios. 

## Capacidades
- Visor 3D molecular
- Generación de heterouniones de nanotubos a partir de los índices (i,j) y longitud (l) de dos nanotubos.
- Generación de nanotubos monocapa (de pared simple) a partir de los índices (i,j) y longitud (l) del nanotubo.
- Representación del diagrama de estructura de bandas electrónico y de densidad de estados (DOS) para un nanotubo decarbono monocapa.
- Generación de nanotubos multicapa (de pared múltiple) a partir de los índices (i,j), longitud (l) del nanotubo, número de capas (N) y espaciador (S).
- Genera las coordenadas atómicas XYZ de la estructura en formato PDB (Protein Data Bank).